# Paraplégie
Ne doit pas être confondu avec Tétraplégie ou Hémiplégie.

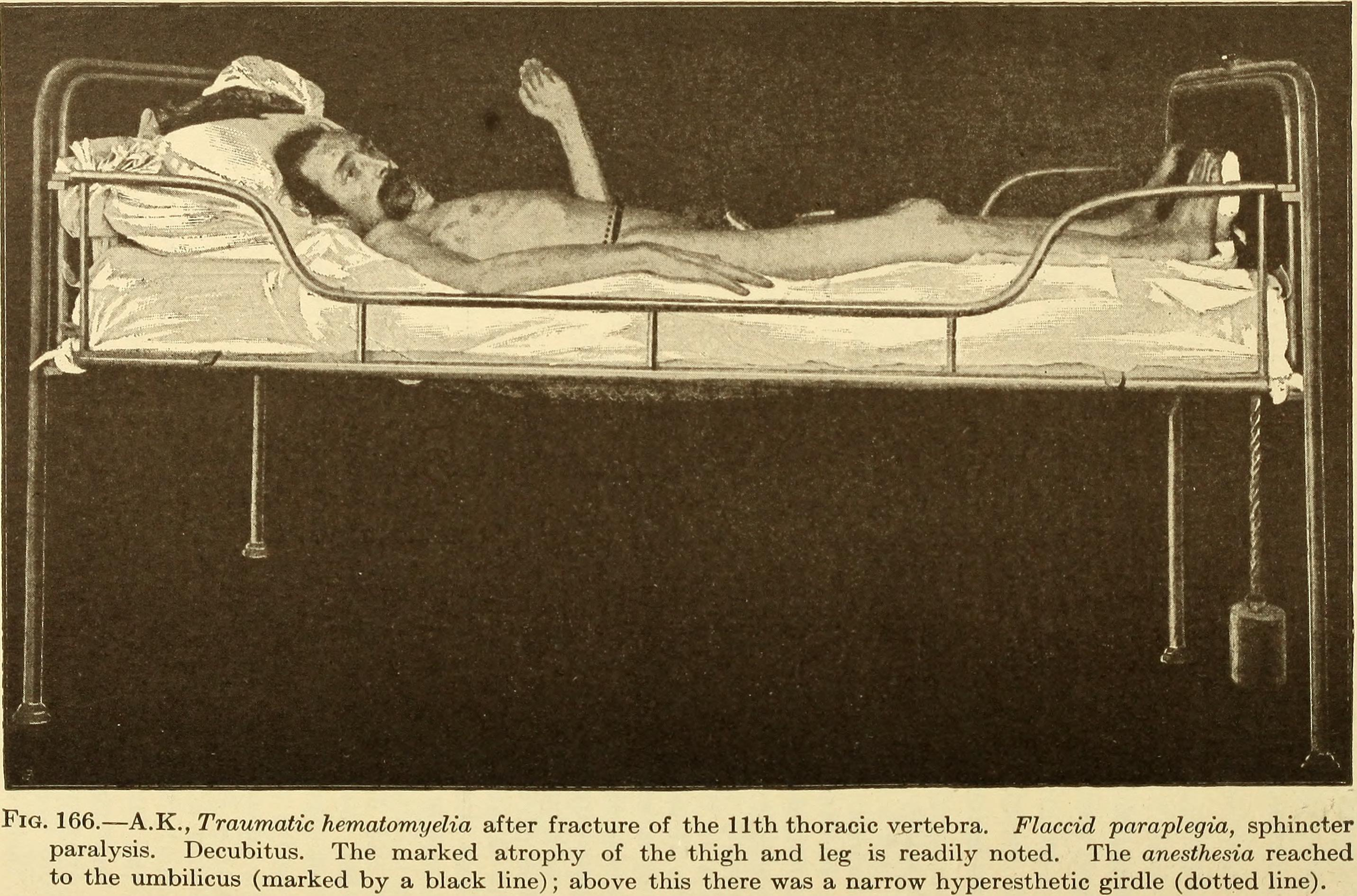
Image représentant un homme paraplégique allongé sur un lit.

La paraplégie est la paralysie plus ou moins complète des deux membres inférieurs et de la partie basse du tronc, portant sur tout le territoire situé plus bas que la lésion de la moelle épinière qui la provoque.
La paralysie des deux membres inférieurs est due à une compression ou à une lésion de la moelle épinière au niveau dorso lombaire.
La paralysie des deux membres supérieurs sans l'atteinte des membres inférieurs n'est pas possible car à l'endroit de la moelle où passent les fibres nerveuses pour le bras passent aussi les fibres nerveuses pour les membres inférieurs (à moins de considérer deux lésions latérales à la moelle épinière ou une compression). 
Il ne faut pas confondre la paraplégie et la tétraplégie, qui s'en distingue par une lésion cervicale et non dorso-lombaire. Autre confusion possible : l'hémiplégie, qui est une paralysie d'un seul côté.

## Présentation clinique
Elle est généralement associée à des troubles moteurs, vésico-sphinctériens et génito-urinaires, dont la gravité varie suivant le niveau de la lésion et surtout suivant les personnes.
Cependant, tant que la lésion ne touche pas précisément la vertèbre, les fonctions sexuelles généralement reviennent sous forme de réflexes.
La paraplégie est due à une lésion de la moelle épinière dorsale ou lombaire, causée le plus souvent par un accident, une blessure ou une plaie par balle. Elle peut être secondairement due à une autre forme d’atteinte médullaire (disque intervertébral, tumeur, lésions vasculaires), à la sclérose en plaques, à une infection ou à un abcès de la moelle épinière, et à une malformation congénitale.
La motricité des membres supérieurs étant contrôlée par les niveaux C5 à C8 (5e à 8e racines nerveuses), une paraplégie est habituellement causée par une lésion située en dessous de la 7e vertèbre cervicale et au-dessus de la vertèbre lombaire L2. En effet, après L2 se trouve le fourreau dural qui contient les racines de la queue de cheval. Une lésion inférieure à L2 provoquera une atteinte motrice de tous les muscles innervés par les nerfs L3 à L5.
Une paraplégie peut être complète ou incomplète :
- complète : absence totale de sensibilité et de motricité en dessous de la lésion.
- incomplète : persistance d'une sensibilité ou d'une motricité volontaire en dessous de la lésion, en particulier dans le secteur périnéal.

## Perspectives thérapeutiques
Aucune thérapie capable de réparer une lésion à la moelle épinière n'a encore été approuvée. En revanche, le traitement expérimental le plus avancé (en préparation pour des essais cliniques de phase IIb) est un activateur du générateur central de patrons locomoteurs (CPG en anglais) appelé Spinalon qui fut découvert et développé par le Dr. Pierre A. Guertin.